# LG U+ Cup 3-Cushion Masters 2016
Das LG U+ Cup 3-Cushion Masters 2016 war ein Karambolage-Einladungsturnier in der Disziplin Dreiband. Die zweite Auflage wurde vom 8. bis zum 11. November 2016 in Seoul ausgetragen.

## Preisgeld
Das Gesamtpreisgeld stieg zum Vorjahr um fast 50 % von 110 auf 160 Millionen Won (KRW). Auch ist die Verteilung des Preisgeldes zu Gunsten der Zweit- und Drittplatzierten besser/fairer ausgefallen.
| Platz            | Preisgeld KRW | Preisgeld EUR |
| ---------------- | ------------- | ------------- |
| Finalrunde       |               |               |
| Sieger           | 70.000.000 ₩  | ~ 55.290 €    |
| Finalist         | 30.000.000 ₩  | ~ 23.695 €    |
| Halbfinalisten   | 10.000.000 ₩  | ~ 7.898 €     |
| Gruppenphase A–D |               |               |
| Platz 1          | 3.000.000 ₩   | ~ 2.369 €     |
| Platz 2          | 2.500.000 ₩   | ~ 1.974 €     |
| Platz 3          | 2.000.000 ₩   | ~ 1.579 €     |
| Platz 4          | 1.500.000 ₩   | ~ 1.184 €     |
| Boni             |               |               |
| Höchstserie      | 2.000.000 ₩   | ~ 1.579 €     |
| Bester GD        | 2.000.000 ₩   | ~ 1.579 €     |
| Summe            |               |               |
| (ausgezahlt)     | 160.000.000 ₩ | ~ 126.400 €   |

Wechselkurs 1 KRW = 0,00079 EUR (Stand: 9. November 2016)

## Modus
Die Teilnehmer wurden in vier Gruppen (A–D) zu je vier Spielern aufgeteilt. Es wurde im Round-Robin-Modus auf 40 Punkte gespielt. Die Gruppenersten kamen ins Halbfinale der Endrunde. Dort wurde dann auch auf 40 Punkte im K.-o.-System gespielt. Es standen zwei Matchbillards zur Verfügung, an denen gleichzeitig gespielt wurde. Nachstöße sind während des gesamten Turniers zulässig. In den KO-Spielen gab es bei einem Unentschieden eine Verlängerung.

## Turnierstatistik

### Gruppenphase

#### Gruppen A/B
| Spiel            | Name             | PP | Pkt. | Aufn. | ED    | HS |
| ---------------- | ---------------- | -- | ---- | ----- | ----- | -- |
| 1                | Frédéric Caudron | 1  | 40   | 17    | 2,353 | 10 |
| 1                | Kim Jae-guen     | 1  | 40   | 17    | 2,353 | 8  |
| 2                | Heo Jung-han     | 0  | 38   | 32    | 1,188 | 6  |
| 2                | Kim Hyung-kon    | 2  | 40   | 32    | 1,250 | 8  |
| 3                | Frédéric Caudron | 2  | 40   | 28    | 1,429 | 7  |
| 3                | Kim Hyung-kon    | 0  | 38   | 28    | 1,357 | 7  |
| 4                | Kim Jae-guen     | 2  | 40   | 20    | 2,000 | 14 |
| 4                | Heo Jung-han     | 0  | 33   | 20    | 1,650 | 6  |
| 5                | Frédéric Caudron | 0  | 14   | 13    | 1,076 | 5  |
| 5                | Heo Jung-han     | 2  | 40   | 13    | 3,076 | 15 |
| 6                | Kim Hyung-kon    | 2  | 40   | 25    | 1,600 |    |
| 6                | Kim Jae-guen     | 0  | 32   | 25    | 1,280 |    |
| Gruppenabschluss |                  |    |      |       |       |    |
| Platz            | Name             | MP | Pkt. | Aufn. | GD    | HS |
| 1                | Kim Hyung-kon    | 4  | 118  | 85    | 1,388 | 8  |
| 2                | Kim Jae-guen     | 3  | 112  | 62    | 1,806 | 14 |
| 3                | Frédéric Caudron | 3  | 94   | 58    | 1,621 | 10 |
| 4                | Heo Jung-han     | 2  | 111  | 65    | 1,708 | 15 |
| Gesamt           | Gesamt           |    | 435  | 270   | 1,611 | 15 |

| Spiel            | Name              | PP   | Pkt. | Aufn | ED    | HS |
| ---------------- | ----------------- | ---- | ---- | ---- | ----- | -- |
| 1                | Torbjörn Blomdahl | 0    | 22   | 15   | 1,467 | 13 |
| 1                | Lee Choong-bok    | 2    | 40   | 15   | 2,667 | 17 |
| 2                | Daniel Sánchez    | 0    | 35   | 19   | 1,842 | 8  |
| 2                | Kim Haeng-jik     | 2    | 40   | 19   | 2,105 | 7  |
| 3                | Torbjörn Blomdahl | 2    | 40   | 25   | 1,600 | 8  |
| 3                | Kim Heang-jik     | 0    | 28   | 25   | 1,120 | 4  |
| 4                | Lee Choong-bok    | 2    | 40   | 23   | 1,739 | 11 |
| 4                | Daniel Sánchez    | 0    | 36   | 23   | 1,565 | 6  |
| 5                | Torbjörn Blomdahl | 2    | 40   | 22   | 1,818 | 18 |
| 5                | Daniel Sánchez    | 0    | 34   | 22   | 1,545 | 10 |
| 6                | Kim Heang-jik     | 2    | 40   | 26   | 1,538 | 9  |
| 6                | Lee Choong-bok    | 0    | 28   | 26   | 1,076 | 5  |
| Gruppenabschluss |                   |      |      |      |       |    |
| Platz            | Name              | Name | MP   | Pkt. | Aufn. | HS |
| 1                | Lee Choong-bok    | 4    | 108  | 64   | 1,688 | 17 |
| 2                | Torbjörn Blomdahl | 4    | 102  | 62   | 1,645 | 18 |
| 3                | Kim Heang-jik     | 4    | 108  | 70   | 1,543 | 9  |
| 4                | Daniel Sánchez    | 0    | 105  | 64   | 1,641 | 10 |
| Gesamt           | Gesamt            |      | 423  | 260  | 1,626 | 18 |

#### Gruppen C/D
| Spiel            | Name              | PP | Pkt. | Aufn. | ED    | HS |
| ---------------- | ----------------- | -- | ---- | ----- | ----- | -- |
| 1                | Trần Quyết Chiến  | 2  | 40   | 16    | 2,500 | 12 |
| 1                | Pedro Piedrabuena | 0  | 11   | 16    | 0,688 | 4  |
| 2                | Sameh Sidhom      | 2  | 40   | 28    | 1,429 | 7  |
| 2                | Cho Myung-woo     | 0  | 20   | 28    | 0,714 | 3  |
| 3                | Trần Quyết Chiến  | 2  | 40   | 17    | 2,353 | 9  |
| 3                | Cho Myung-woo     | 0  | 16   | 17    | 0,941 | 7  |
| 4                | Pedro Piedrabuena | 2  | 40   | 29    | 1,379 | 15 |
| 4                | Sameh Sidhom      | 0  | 27   | 29    | 0,931 | 4  |
| 5                | Trần Quyết Chiến  | 2  | 40   | 17    | 2,253 | 7  |
| 5                | Sameh Sidhom      | 0  | 31   | 17    | 1,824 | 7  |
| 6                | Cho Myung-woo     | 0  | 28   | 22    | 1,273 | 4  |
| 6                | Pedro Piedrabuena | 2  | 40   | 22    | 1,818 | 9  |
| Gruppenabschluss |                   |    |      |       |       |    |
| Platz            | Name              | MP | Pkt. | Aufn. | GD    | HS |
| 1                | Trần Quyết Chiến  | 6  | 120  | 50    | 2,400 | 12 |
| 2                | Pedro Piedrabuena | 4  | 91   | 67    | 1,358 | 15 |
| 3                | Sameh Sidhom      | 2  | 98   | 74    | 1,324 | 7  |
| 4                | Cho Myung-woo     | 0  | 64   | 67    | 0,955 | 7  |
| Gesamt           | Gesamt            |    | 373  | 258   | 1,445 | 15 |

| Spiel            | Name            | PP | Pkt. | Aufn. | ED    | HS |
| ---------------- | --------------- | -- | ---- | ----- | ----- | -- |
| 1                | Kang Dong-koong | 0  | 39   | 35    | 1,114 | 6  |
| 1                | Hong Jin-pyo    | 2  | 40   | 35    | 1,143 | 8  |
| 2                | Cho Jae-ho      | 0  | 27   | 14    | 1,929 | 5  |
| 2                | Choi Sung-won   | 2  | 40   | 14    | 2,857 | 10 |
| 3                | Kang Dong-koong | 2  | 40   | 24    | 1,667 | 13 |
| 3                | Choi Sung-won   | 0  | 29   | 24    | 1,208 | 7  |
| 4                | Hong Jin-pyo    | 2  | 40   | 20    | 2,000 | 6  |
| 4                | Cho Jae-ho      | 0  | 26   | 20    | 1,300 | 7  |
| 5                | Kang Dong-koong | 2  | 40   | 21    | 1,905 | 6  |
| 5                | Cho Jae-ho      | 0  | 34   | 21    | 1,619 | 6  |
| 6                | Choi Sung-won   | 0  | 34   | 28    | 1,214 | 4  |
| 6                | Hong Jin-pyo    | 2  | 40   | 28    | 1,429 | 4  |
| Gruppenabschluss |                 |    |      |       |       |    |
| Platz            | Name            | MP | Pkt. | Aufn. | GD    | HS |
| 1                | Hong Jin-pyo    | 6  | 120  | 83    | 1,446 | 8  |
| 2                | Kang Dong-koong | 4  | 119  | 80    | 1,488 | 13 |
| 3                | Choi Sung-won   | 2  | 103  | 65    | 1,561 | 10 |
| 4                | Cho Jae-ho      | 0  | 87   | 55    | 1,582 | 7  |
| Gesamt           | Gesamt          |    | 429  | 284   | 1,510 | 13 |

### Endrunde
|  | Halbfinale         | Halbfinale | Halbfinale | Halbfinale | Halbfinale | Halbfinale |                    |    | Finale         | Finale | Finale | Finale | Finale | Finale |
|  |                    |            |            |            |            |            |                    |    |                |        |        |        |        |        |
|  | 11.11. 2016 15:00h | PP         | Pkt.       | Aufn.      | ED         | HS         |                    |    |                |        |        |        |        |        |
|  | 11.11. 2016 15:00h | PP         | Pkt.       | Aufn.      | ED         | HS         |                    |    |                |        |        |        |        |        |
|  | Trần Quyết Chiến   | 2          | 40         | 22         | 1,818      | 12         |                    |    |                |        |        |        |        |        |
|  | Trần Quyết Chiến   | 2          | 40         | 22         | 1,818      | 12         | 11.11. 2016 19:30h | PP | Pkt.           | Aufn.  | ED     | HS     |        |        |
|  | Kim Hyung-kon      | 0          | 24         | 22         | 1,091      | 8          | 11.11. 2016 19:30h | PP | Pkt.           | Aufn.  | ED     | HS     |        |        |
|  | Kim Hyung-kon      | 0          | 24         | 22         | 1,091      | 8          | Trần Quyết Chiến   | 0  | 35             | 36     | 0,972  | 5      |        |        |
|  | 11.11. 2016 17:00h | PP         | Pkt.       | Aufn.      | ED         | HS         | Trần Quyết Chiến   | 0  | 35             | 36     | 0,972  | 5      |        |        |
|  | 11.11. 2016 17:00h | PP         | Pkt.       | Aufn.      | ED         | HS         |                    |    | Lee Choong-bok | 2      | 40     | 36     | 1,111  | 14     |
|  | Hong Jin-pyo       | 0          | 37         | 40         | 0,925      | 5          |                    |    | Lee Choong-bok | 2      | 40     | 36     | 1,111  | 14     |
|  | Hong Jin-pyo       | 0          | 37         | 40         | 0,925      | 5          |                    |    |                |        |        |        |        |        |
|  | Lee Choong-bok     | 2          | 40         | 40         | 1,000      | 6          |                    |    |                |        |        |        |        |        |
|  | Lee Choong-bok     | 2          | 40         | 40         | 1,000      | 6          |                    |    |                |        |        |        |        |        |

## Abschlusstabelle
| MP    | Match Punkte (Sieger = 2; Unentschieden = 1; Verlierer = 0) |
| SV    | Satzverhältnis (nur bei Turnieren im Satzsystem)            |
| Pkte. | Erzielte Karambolagen                                       |
| Aufn. | benötigte Aufnahmen                                         |
| GD    | Generaldurchschnitt                                         |
| MGD   | Mannschafts-Generaldurchschnitt                             |
| BED   | Bester Einzeldurchschnitt eines Spielers                    |
| BEMD  | Bester Einzeldurchschnitt einer Mannschaft                  |
| BSD   | Bester Satzdurchschnitt eines Spielers                      |
| HS    | Höchstserie                                                 |
| WRP   | Weltranglistenpunkte                                        |

| Endklassement  | Endklassement | Endklassement     | Endklassement | Endklassement | Endklassement | Endklassement | Endklassement | Endklassement |
| Phase          | Platz         | Name              | MP            | Pkt.          | Aufn.         | GD            | BED           | HS            |
| -------------- | ------------- | ----------------- | ------------- | ------------- | ------------- | ------------- | ------------- | ------------- |
| Finale         | 1             | Lee Choong-bok    | 8             | 188           | 140           | 1,342         | 2,667         | 15            |
| Finale         | 2             | Tran Quyet Chien  | 8             | 195           | 108           | 1,805         | 2,500         | 12            |
| Halb- finale   | 3             | Hong Jin-pyo      | 6             | 158           | 123           | 1,284         | 2,000         | 8             |
| Halb- finale   | 3             | Kim Hyung-kon     | 4             | 142           | 107           | 1,327         | 1,600         | 11            |
| Gruppen- phase | 5             | Torbjörn Blomdahl | 4             | 102           | 62            | 1,645         | 1,818         | 18            |
| Gruppen- phase | 6             | Kim Haeng-jik     | 4             | 108           | 70            | 1,543         | 2,105         | 9             |
| Gruppen- phase | 7             | Kang Dong-koong   | 4             | 119           | 80            | 1,488         | 1,905         | 13            |
| Gruppen- phase | 8             | Pedro Piedrabuena | 4             | 91            | 67            | 1,358         | 1,818         | 15            |
| Gruppen- phase | 9             | Kim Jae-guen      | 3             | 112           | 62            | 1,806         | 2,353         | 14            |
| Gruppen- phase | 10            | Frédéric Caudron  | 3             | 94            | 58            | 1,621         | 2,353         | 10            |
| Gruppen- phase | 11            | Heo Jung-han      | 2             | 111           | 65            | 1,708         | 3,076         | 15            |
| Gruppen- phase | 12            | Choi Sung-won     | 2             | 103           | 66            | 1,561         | 2,857         | 10            |
| Gruppen- phase | 13            | Sameh Sidhom      | 2             | 98            | 74            | 1,324         | 1,429         | 7             |
| Gruppen- phase | 14            | Daniel Sánchez    | 0             | 105           | 64            | 1,641         | ---           | 10            |
| Gruppen- phase | 15            | Cho Jae-ho        | 0             | 87            | 55            | 1,582         | ---           | 7             |
| Gruppen- phase | 16            | Cho Myung-woo     | 0             | 64            | 67            | 0,955         | ---           | 7             |